# Ryō Hirakawa
Ryō Hirakawa, född 7 mars 1994 i Hiroshima, är en japansk racerförare. han var Super GT GT500 mästare 2017, och slutade tvåa i Super Formula 2020. Han vann Le Mans 24-timmars 2022 och  Sportvagns-VM 2022 tillsammans med Sébastien Buemi och Brendon Hartley.